# Guerrero en el desierto
Guerrero en el desierto es el primer disco solista editado por José Luis Campuzano en el año 2004, luego de más de 15 años de su salida del exitoso grupo de Heavy metal español, Barón Rojo. El regreso de "Sherpa" con temas nuevos fue muy bien recibido por la crítica el álbum se compone de 11 temas entre los cuales lograron destacar "Guerrero En El Desierto" que describe la tristeza por la ruptura y posterior recuperación de Sherpa tras su salida de Barón, "Flor De Invernadero" que describe a manera de crítica la “Operación Triunfo” este tema contó con la colaboración de Fortu, Julio Castejón y Carlos Escobedo (Sôber), "Cómico Cósmico" y "Al Centro Del Corazón" dedicada indirectamente a AC/DC , adicionalmente la producción de esta primera placa fue totalmente independiente y contó con la participación del batería Hermes Calabria también miembro histórico de Barón.

## Lista de canciones
| N.º | Título                    | Escritor(es)                               | Duración |  |
| 1.  | «Guerrero en el Desierto» | José Luis Campuzano                        | 5:10     |  |
| 2.  | «Flor De Invernadero»     | José Luis Campuzano                        | 4:08     |  |
| 3.  | «Cómico Cósmico»          | José Luis Campuzano                        | 3:27     |  |
| 4.  | «Mi Everest»              | José Luis Campuzano                        | 3:45     |  |
| 5.  | «Con Pies De Plomo»       | José Luis Campuzano                        | 4:00     |  |
| 6.  | «Dura Condena»            | José Luis Campuzano                        | 3:57     |  |
| 7.  | «Al Centro Del Corazón»   | José Luis Campuzano                        | 3:25     |  |
| 8.  | «Sueños Ahogados»         | José Luis Campuzano                        | 4:26     |  |
| 9.  | «John»                    | Carolina Cortés / José Luis Campuzano      | 3:50     |  |
| 10. | «Dos Mil Años Triste»     | Robles, Campuzano, Bohorquez, De La Fuente | 3:13     |  |
| 11. | «House Of The Rising Sun» | Arr. José Luis Campuzano                   |          |  |

## Músicos
- José Luis Campuzano: Voz y coros, piano, teclado, bajo en 1-5, 7-8 & 10-11
- Hermes Calabria: Batería en 11
- Raúl Rodrigo:	Guitarra en 1-3 & 6-8
- Miguel A. Varela: Guitarra en 4-5, 9 & 11, Coros
- Joaquín Torres: Guitarra acústica en 4, 8 & 11, bajo en 6 & 9
- Joaquín Torres Jr.:	Batería en 1-10